# Ernstfall in Havanna
Ernstfall in Havanna ist eine schweizerische Filmkomödie aus dem Jahr 2002 von Sabine Boss. Mit 313.604 Kinobesuchen in der Schweiz gehört sie dort zu den erfolgreichsten Schweizer Filmen.

## Handlung
Stefan Balsiger ist Mitarbeiter der Schweizer Botschaft in Havanna. Er hat einen langweiligen Job, und zwar ist er zuständig für Visums- und AHV-Angelegenheiten. Als sein Chef, Botschafter Ernst O. Müller, ans jährliche Botschaftertreffen nach Bern verreisen muss, gibt sich Balsiger gegenüber der Schweizer Journalistin Bea Graber kurzerhand selbst als Botschafter aus. Und ausgerechnet jetzt kündigt sich ein ausserordentlicher Besuch des US-Senators Jesse F. Russell an.
Aus einem kleinen Fehltritt des Senators entwickelt sich ein ernsthafter Zwischenfall, der sich – unter kräftigem Zutun von Medien, Polizisten und Diplomaten der Erzfeinde USA und Kuba – zur zweiten Kubakrise verschärft, welche am Schluss nur einer lösen kann: Stefan Balsiger selbst. Als junger Diplomat hatte er noch davon geträumt, dereinst die Bühne der Weltpolitik zu betreten. Doch als ihn die unglückliche Verkettung der Ereignisse in Kuba genau dorthin befördert, will er nur noch eins: So rasch wie möglich aus dem Rampenlicht raus.

## Kritiken
„Die amüsante Komödie hält souverän die Balance zwischen satirischen Spitzen und spielfreudiger Situationskomik. Immer wieder gelingt es ihr, mit schräg gesetzten Klischees Schweizer Nationalbewusstsein auf die Schippe zu nehmen.“